# Suore di San Francesco di Sales
Le Suore di San Francesco di Sales, dette popolarmente Salesie, sono un istituto religioso femminile di diritto pontificio.

## Storia
La congregazione venne fondata a Ponte di Brenta nel 1740 dal sacerdote italiano Domenico Leonati (1703-1793), con l'aiuto di sua nipote Maria Teresa Leonati, come compagnia di sorelle senza voti per l'accoglienza e l'educazione delle fanciulle abbandonate o povere.
Per la regola di vita e la spiritualità dell'istituto il fondatore si ispirò agli scritti di san Francesco di Sales. Il vescovo di Padova Carlo Rezzonico (poi papa con il nome di Clemente XIII) sostenne l'opera sin dalla fondazione e ne fece trasferire la sede a Padova in contrà del Vanzo: concesse inoltre alle Salesie il permesso di custodire l'Eucaristia nel loro oratorio, dando origine a un ramo di coriste per l'adorazione perpetua.
Per il suo peculiare statuto giuridico di associazione senza voti e priva dei privilegi tipici delle congregazioni religiose, l'istituto non fu soggetto alle leggi di soppressione degli enti religiosi e d'incameramento dei beni ecclesiastici emanate dal governo italiano a metà del XIX secolo.
Solo nel 1893 le salesie vennero autorizzate a emettere voti temporanei e divennero suore: ottennero il riconoscimento d'istituto religioso femminile di diritto pontificio col decreto di lode del 1911; l'8 dicembre del 1912 pronunciarono i primi voti perpetui.

## Attività e diffusione
Le Suore di San Francesco di Sales sono dedite principalmente all'istruzione dei ragazzi nelle scuole dell'infanzia e primarie.
Oltre che in Italia (soprattutto nella diocesi di Padova), sono presenti in Angola, Argentina ed Ecuador; la sede generalizia è a Padova.
Al 31 dicembre 2005, la congregazione contava 549 religiose in 92 case.